# Partamona zonata
Partamona zonata är en biart som först beskrevs av Smith 1854.  Partamona zonata ingår i släktet Partamona och familjen långtungebin. Inga underarter finns listade i Catalogue of Life.